# شورین
شورین مرکز ایالت مکلنبورگ-فورپومرن آلمان است. این شهر جزء شهرهای مهم و پر جمعیت این ایالت است. این شهر به خطوط راه‌آهن آلمان متصل است.

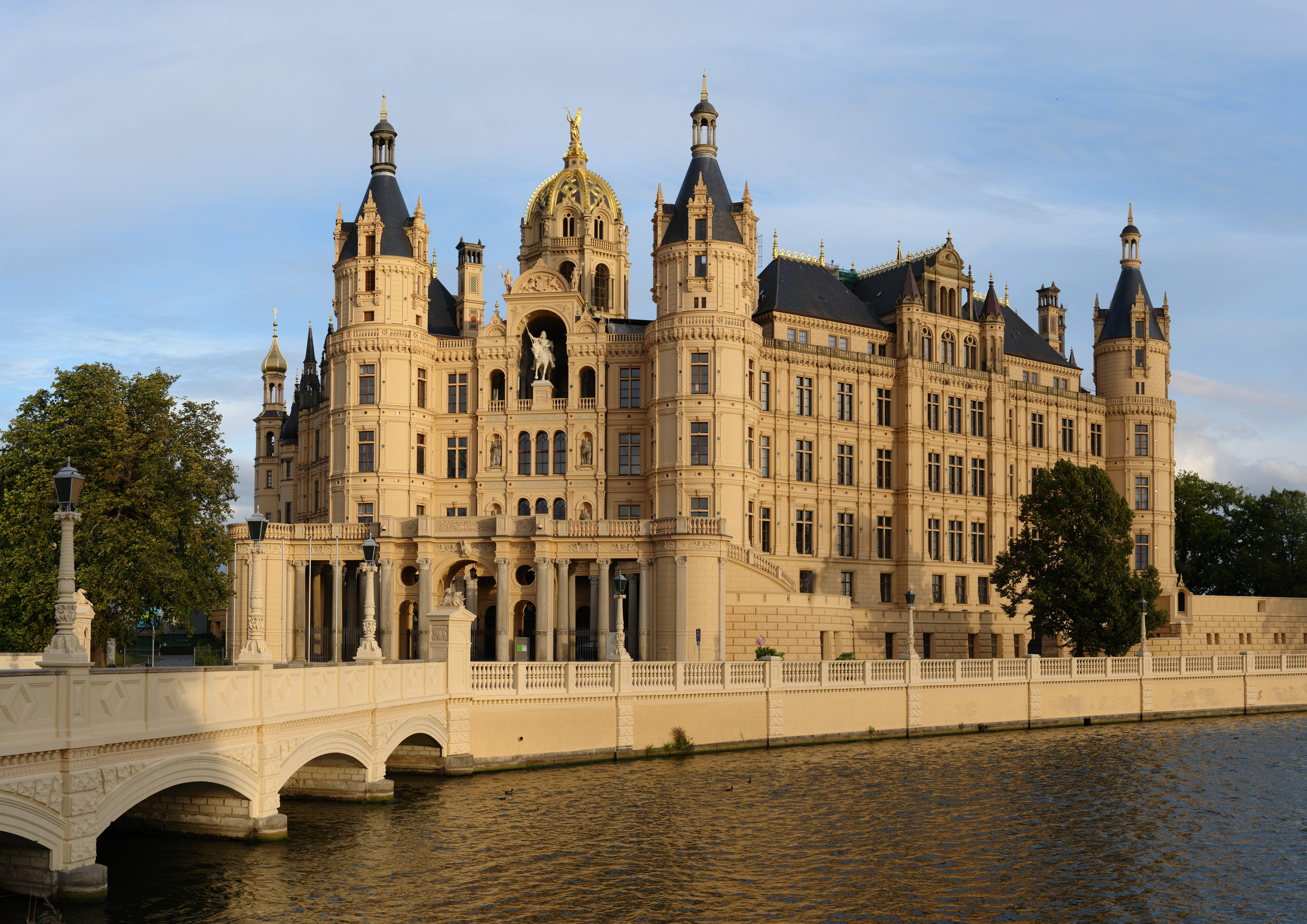
قصر شورین (مجلس ایالت مکلنبورگ-فورپومرن)

## نگارخانه

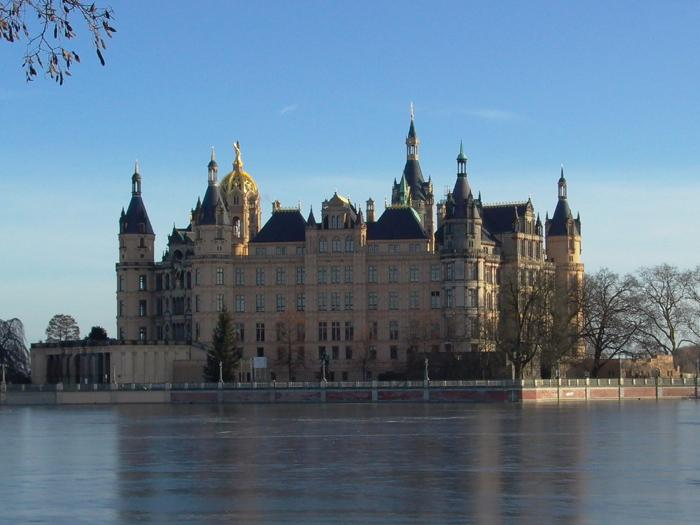
Schwerin Castle
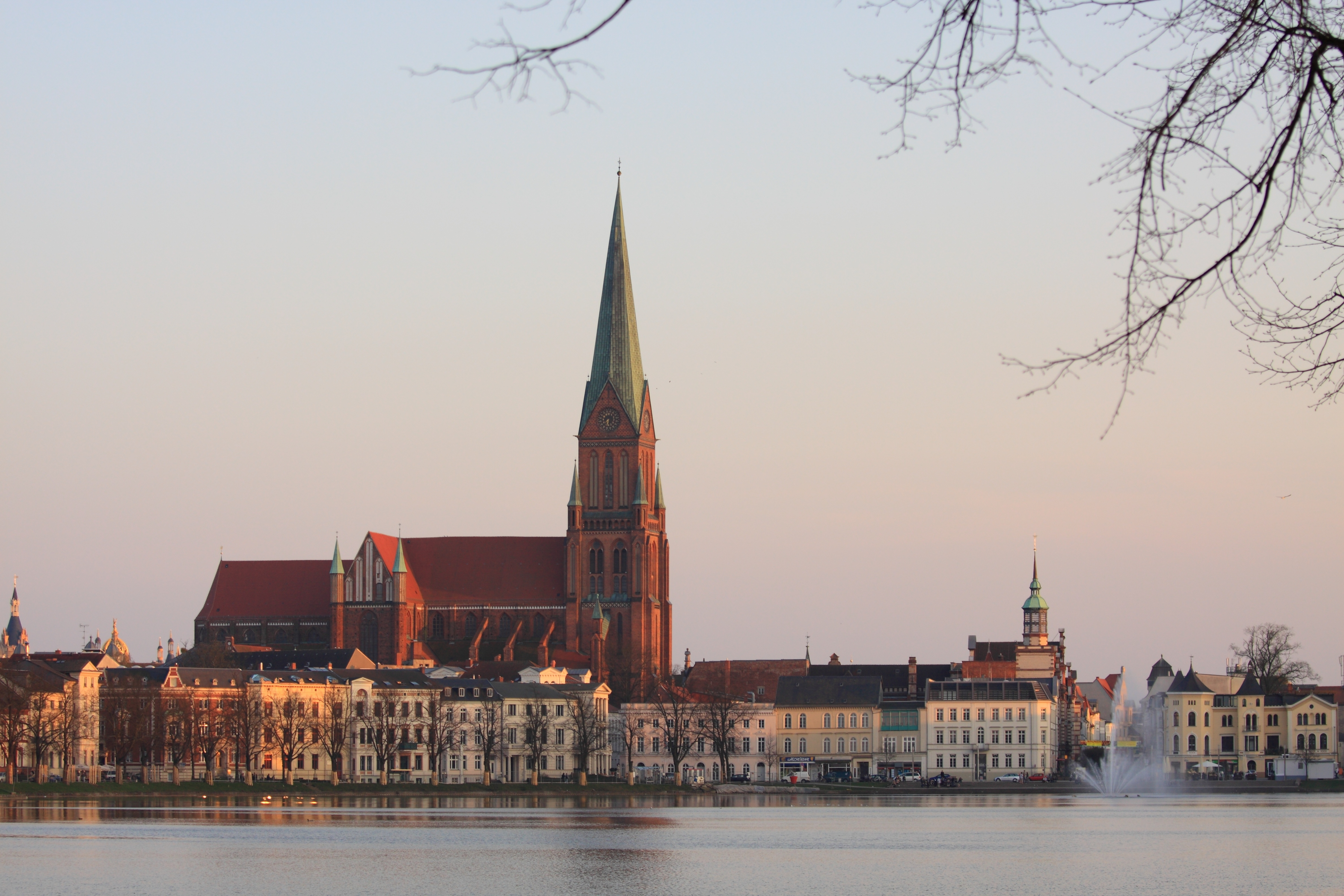
Pfaffenteich and the Schwerin Cathedral
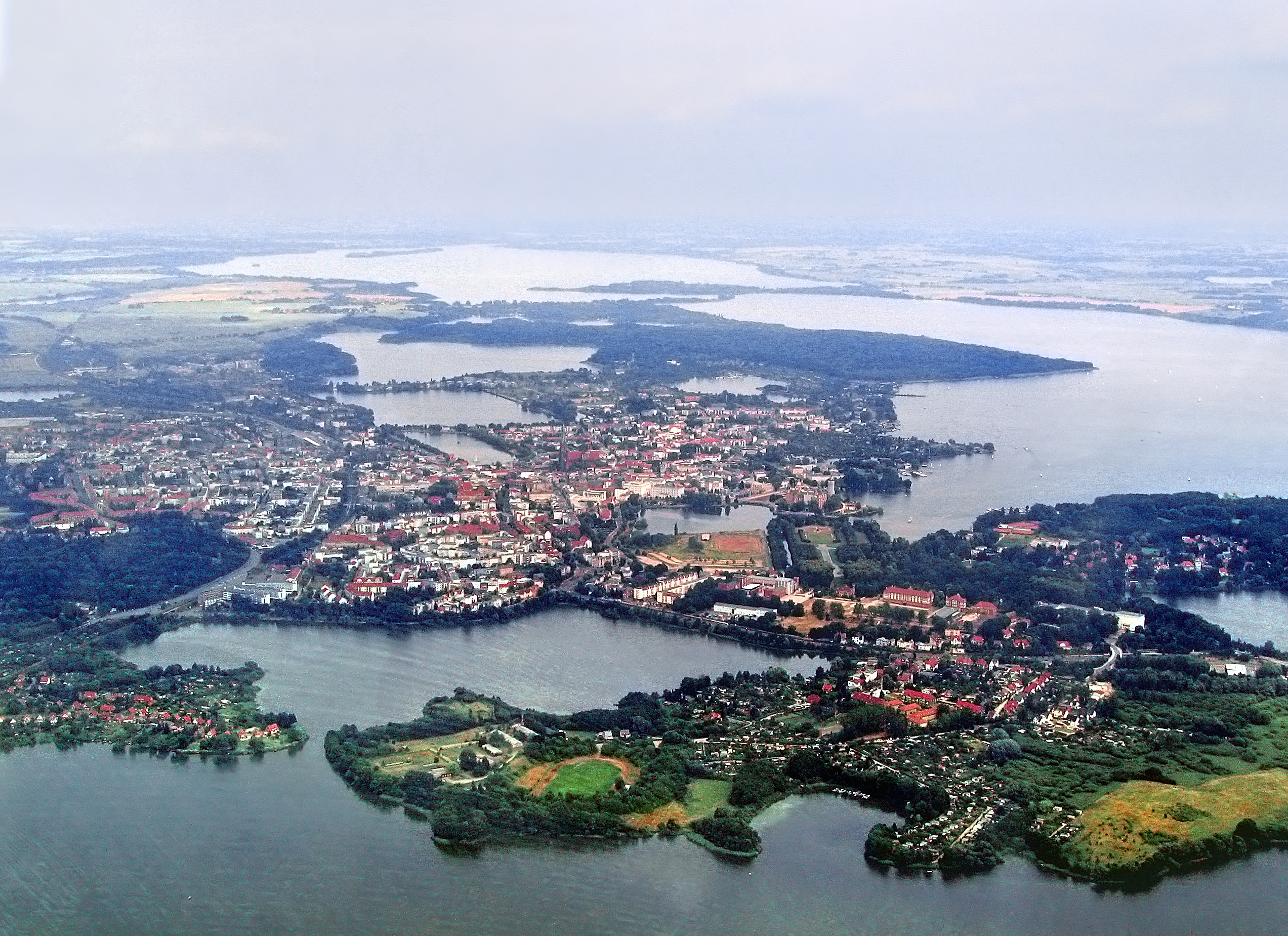
Aerial view of Schwerin
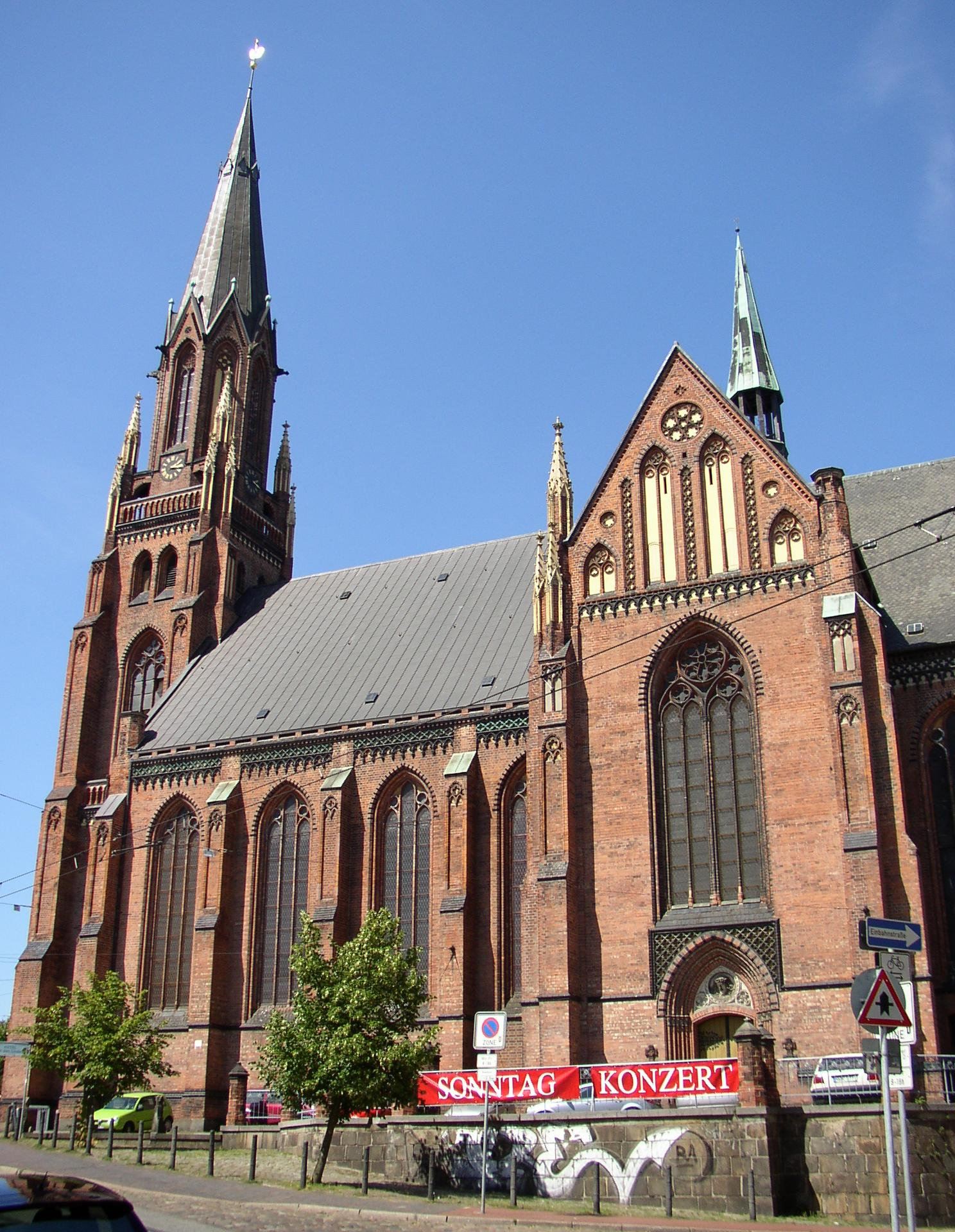
St. Paul's church
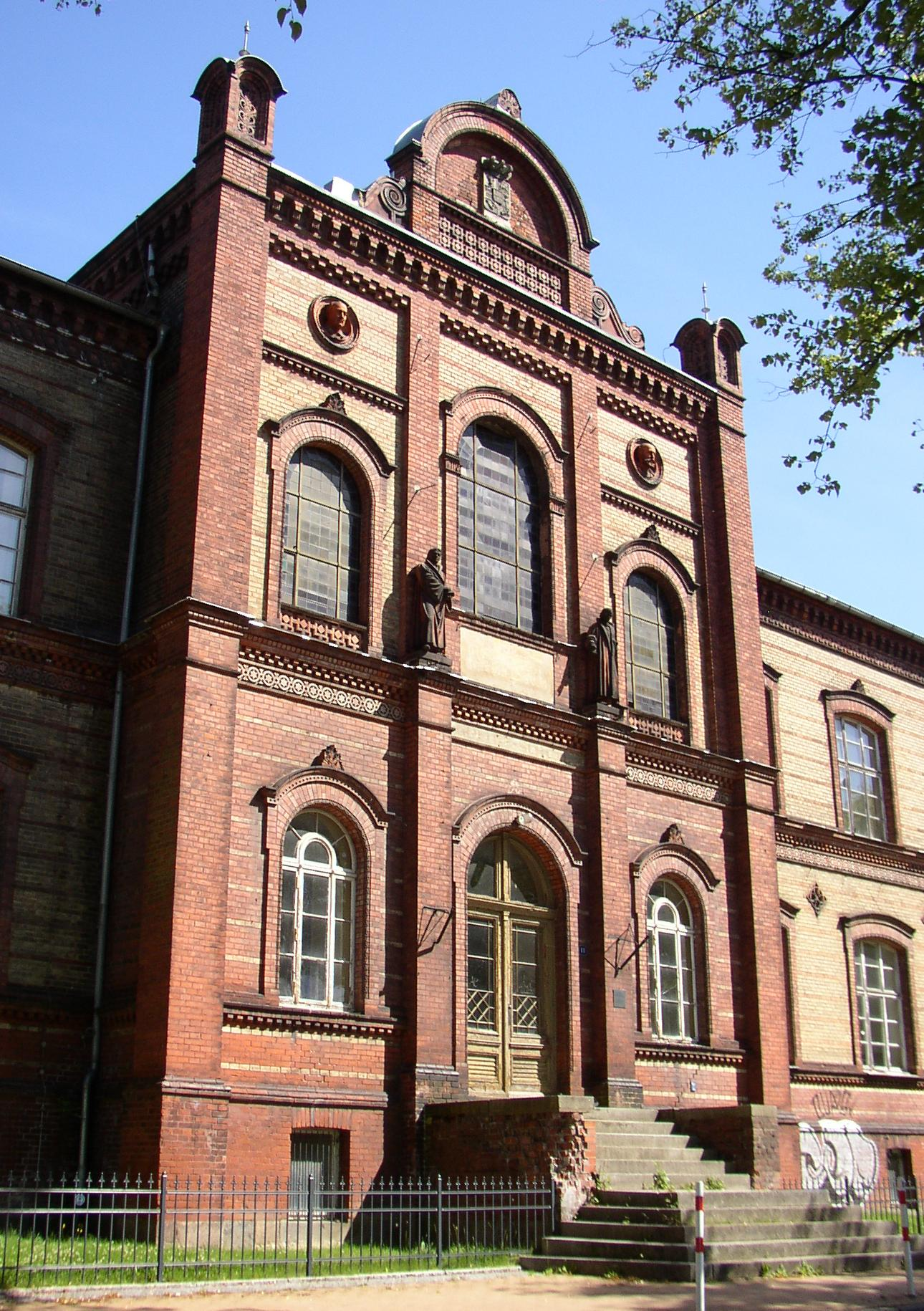
Fridericianeum
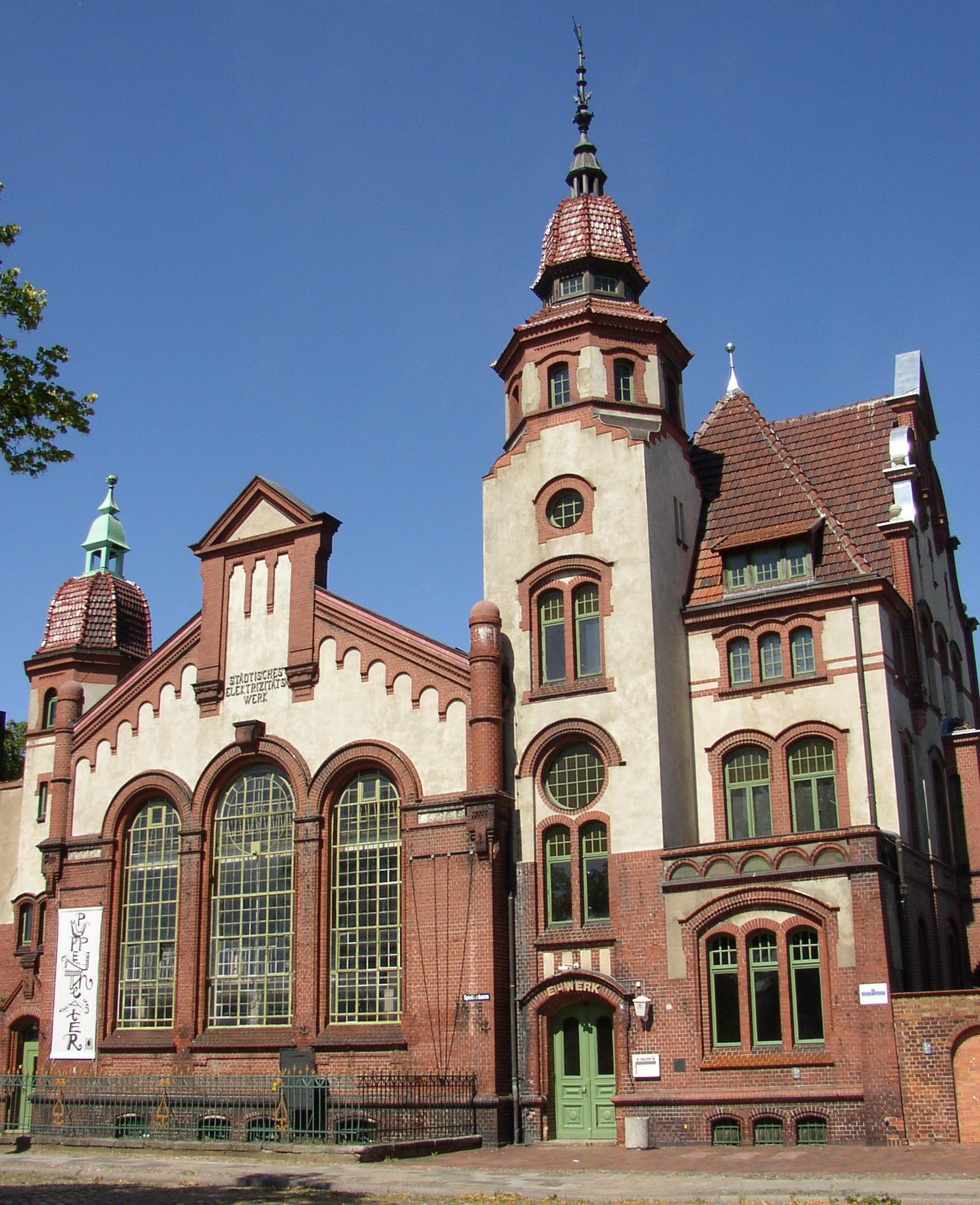
Former power station
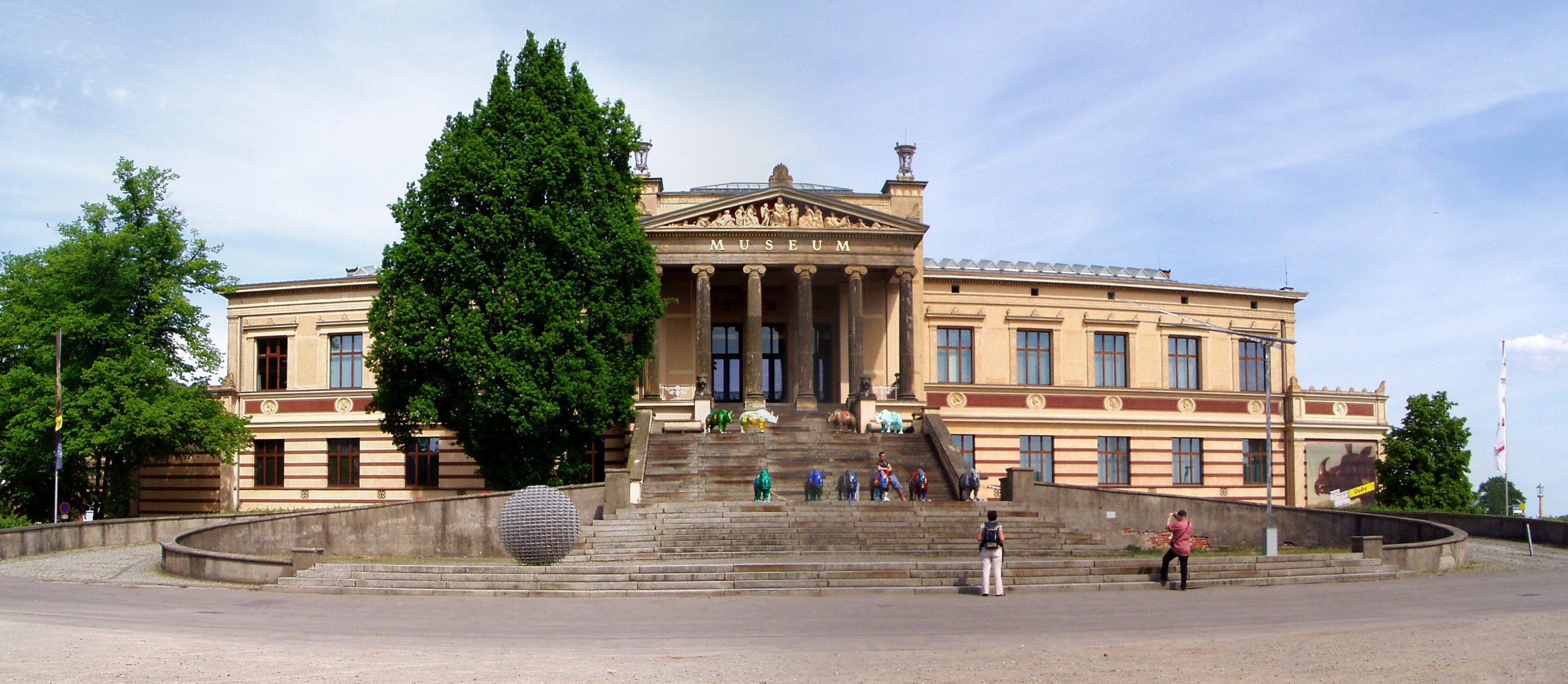
State museum
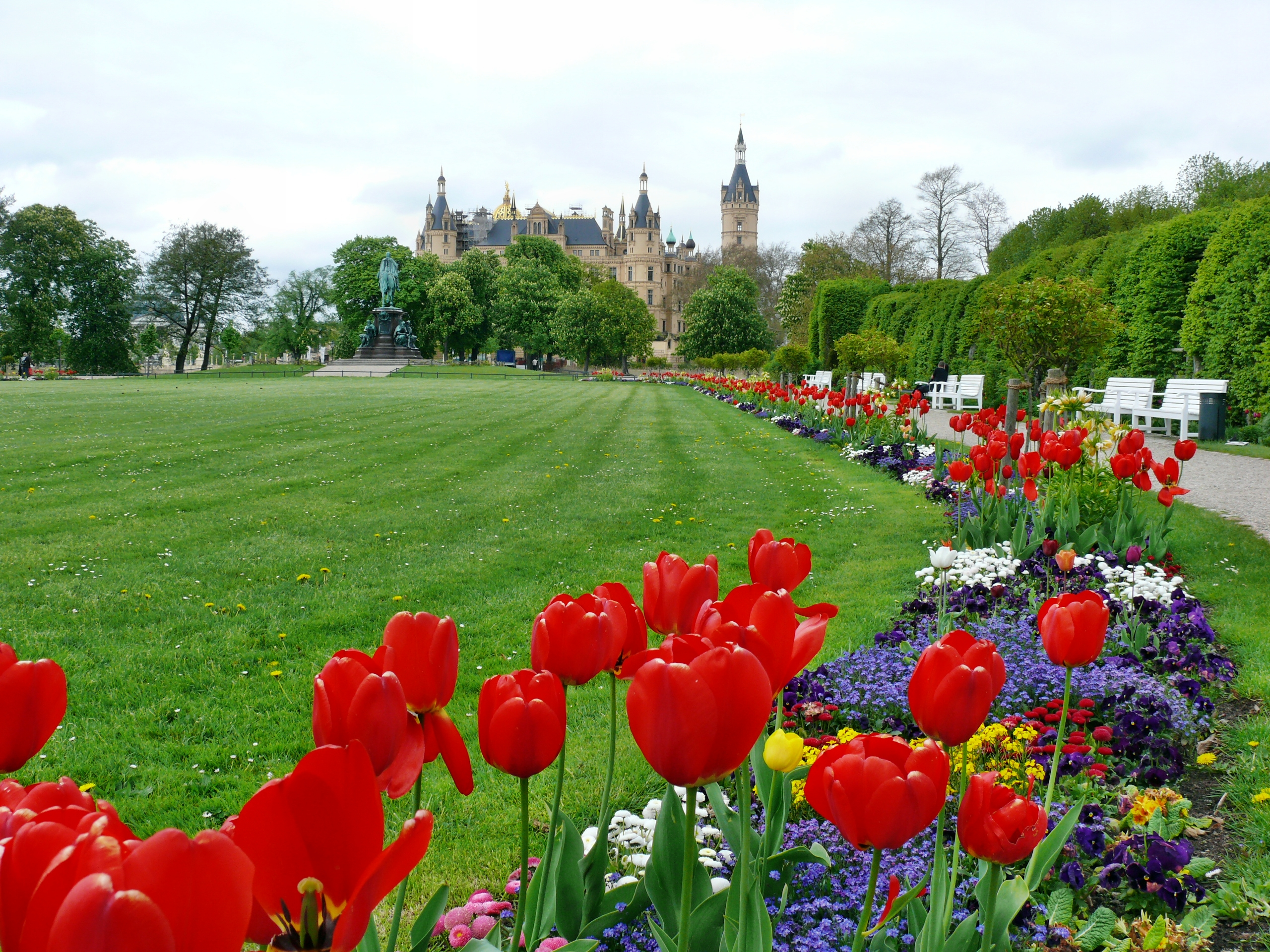
Im Schlossgarten